# James Russo
James Vincent Russo (New York, 23 april 1953) is een Amerikaans acteur, filmproducent, filmregisseur en scenarioschrijver. 

## Biografie
Russo werd geboren in New York in een gezin van drie kinderen, en groeide op in de wijk Flushing (Queens) (New York). Hij studeerde af aan de New York-universiteit in Greenwich Village. Voordat Russo begon met zijn acteercarrière was hij actief als taxichauffeur en grafdelver. 
Russo begon in 1981 met acteren in de film Chicago Story, waarna hij nog in meer dan 170 films en televisieseries speelde. In 2013 speelde Russo ook mee in de videoclip Of the Night van de band Bastille.

## Filmografie

### Films
Selectie:
- 2024 Horizon: An American Saga – Chapter 1 - als Abel Naughton
- 2015 Black Mass - als agent Scott Gariola
- 2014 Perfect Sisters - als Steve Bowman
- 2012 Django Unchained - als Dicky Speck
- 2011 Miss Bala
- 2009 Public Enemies - als Walter Dietrich
- 2008 Deadwater - als Commandant Combs
- 2003 Open Range - als sheriff Poole
- 1999 The Ninth Gate - als Bernie
- 1998 Butter - als Juke Box Danny
- 1997 Donnie Brasco - als Paulie
- 1994 Bad Girls - als Kid Jarrett
- 1993 Trauma - als Hoofdinspecteur Travis
- 1991 Cold Heaven - als Daniel Corvin
- 1991 My Own Private Idaho - als Richard Waters
- 1989 We're No Angels - als Bobby
- 1984 The Cotton Club - als Vince Hood
- 1984 Beverly Hills Cop - als Mikey Tandino
- 1984 Once Upon a Time in America - als Bugsy
- 1982 Fast Times at Ridgemont High - als dief

### Televisieseries
Uitgezonderd eenmalige gastrollen.
- 2020-2021 Gravesend - als Crazy Chris - 5 afl.
- 2018 The Neighborhood - als Crazy Chris - 2 afl.
- 2014-2015 Chicago Fire - als Papa Lullo - 3 afl.
- 2012-2013 Vegas - als Anthony 'Red' Cervelli - 15 afl.
- 2006-2008 CSI: Miami - als Joey Salucci - 2 afl.
- 2008 The Capture of the Green River Killer - als Jeb Dallas - 2 afl.
- 2006 Broken Trail - als kapitein Billy Fender - 2 afl.

### Filmproducent
- 2021 Take Back - film
- 2018 Not a Stranger - film
- 2013 7E - film
- 2011 Killing Time - korte film
- 2010 From the Inside - korte film

### Filmregisseur
- 2018 Not a Stranger - film

### Scenarioschrijver
- 2014 The Bag Man - film
- 2003 The Box - film